# Jacques-René Chevalier
Jacques-René Chevalier est un homme politique français né le 9 décembre 1734 à Fresnay-sur-Sarthe (Sarthe) et décédé le 15 février 1812 à Saint-Aubin-de-Locquenay (Sarthe).
Propriétaire cultivateur, maire de Saint-Aubin-de-Locquenay, il est élu député de la Sarthe à la Convention. Il siège avec la Plaine et vote la détention de Louis XVI. Il démissionne le 6 décembre 1793, et est rappelé en août 1795.
Sa qualité de député est citée dans l’acte de mariage de sa fille Marie en date du 28 novembre 1793 à Montreuil-le-Chétif.